# Глубокий Брод
Глубокий Брод (бел. Глубокі Брод) — деревня в составе Запольского сельсовета Белыничского района Могилёвской области.
Ближайшие населённые пункты: Подчерешень, Поповка, Маковка, Студёнка, Семиковка.
К северу от деревни протекает река Малыш — приток Друти.

## Интересный факт
В доме Артура Емельяновича Вильневского, бывшего директора местной школы, хранится собранная им коллекция из 200 видов дневных и ночных бабочек и 75 видов птиц и зверей. Коллекция открыта к посещению и фактически является музеем на дому.